# Thymoites bogus
Thymoites bogus là một loài nhện trong họ Theridiidae.
Loài này thuộc chi Thymoites. Thymoites bogus được Herbert Walter Levi miêu tả năm 1959.